# George Melly
Alan George Heywood Melly (ur. 17 sierpnia 1926 w Liverpoolu – zm. 5 lipca 2007 w Londynie) – brytyjski wokalista jazzowy i bluesowy, kompozytor, pisarz, scenarzysta, aktor, oraz krytyk filmowy i telewizyjny.

## Życiorys
Uczęszczał do Stowe Public School w hrabstwie Buckingham, tam też zainteresował się sztuką, w przyszłości zostając jej wykładowcą specjalizującym się w surrealizmie. W latach 60 XX wieku koncertował wspólnie z Mickiem Mulliganem, a od 1972 r., występował z zespołem Johna Chiltona "Feetwarmers".
Zmarł w wieku 81 lat, w swoim domu w Londynie. Od pewnego czasu chorował na raka płuc i demencję, nie poddając się leczeniu by dalej koncertować.
Paul Clark burmistrz Liverpoolu podkreślił iż "Liverpool stracił jednego z najzacniejszych swoich obywateli. George Melly był więcej niż tylko legendą jazzu. Był jednym z największych Brytyjczyków XX wieku dzięki wkładowi w literaturę, sztukę oraz dziennikarstwo".

## Scenariusze
- “Smashing Time” (1967)
- “Take a Girl Like You” (1970)

## Filmografia
- ”Sweet Movie” (1974)
- ”Drug-Taking and the Arts” (1994)
- “Ain't Misbehavin'” (1997)
- “Fame, Fashion and Photography: The Real Blow Up” (2002)
- “The Blues” (2003)